# University of the East

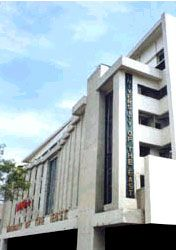
Hauptgebäude der Universität

Die University of the East (kurz: UE), (Filipino: Pamantasan ng Silangan, Lungsod ng Maynila) ist eine private Universität auf den Philippinen. Sie gilt als eine bedeutende Bildungseinrichtung auf den Philippinen und in den Verwaltungsregionen Metro Manila. 

## Standorte
Sie hat drei Standorte in der Großraumregion Metro Manila:
- der Hauptcampus der Universität befindet sich an der Claro M. Recto Avenue im Barangay Sampaloc, in Manila
- der UE Caloocan Campus befindet sich an der Samson Road in Caloocan City
- das UE East Ramon Magsaysay Memorial Medical Center befindet sich an dem Aurora Boulevard in Quezon City

## Fakultäten

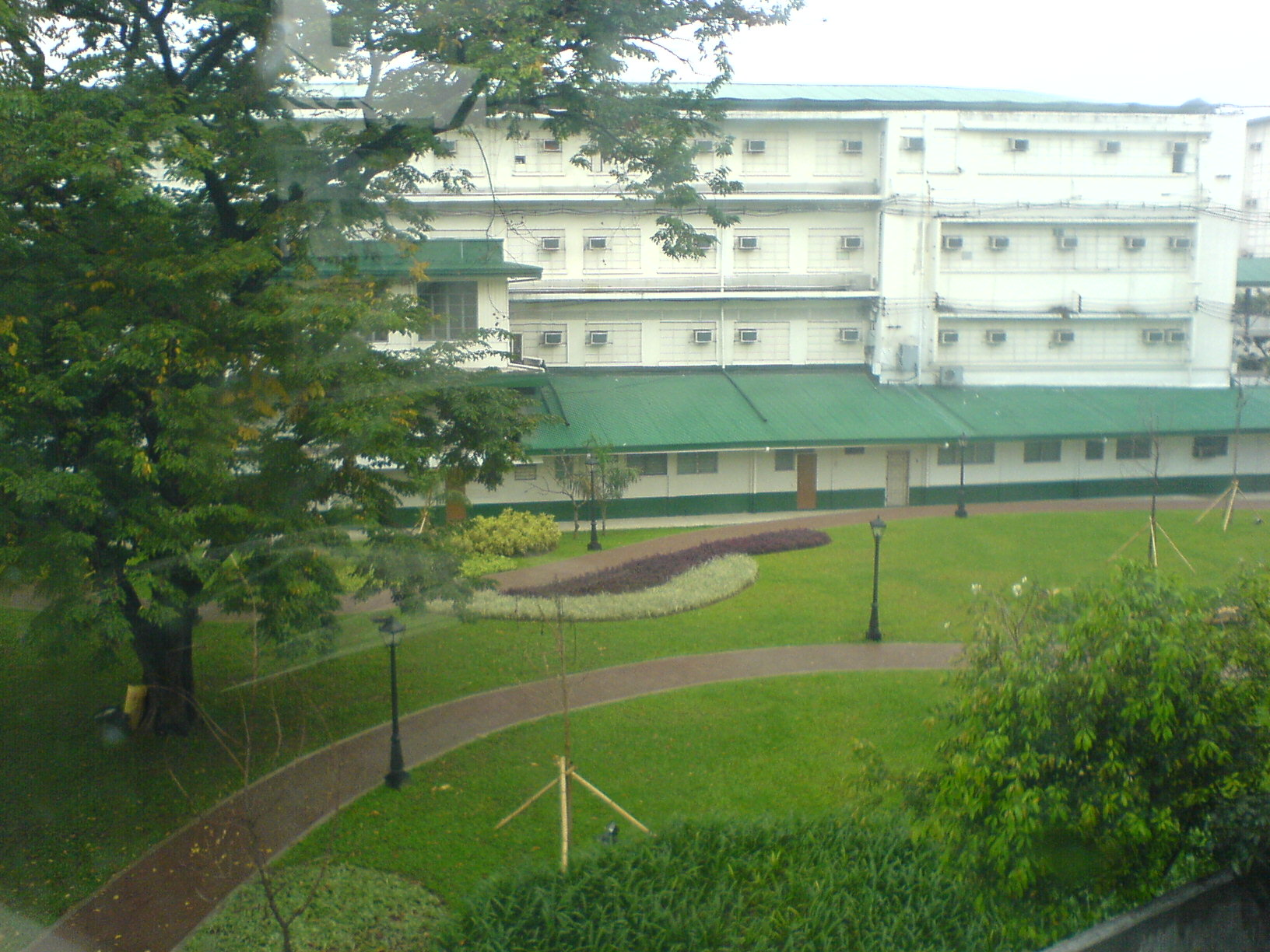
UE Tanyankee Park

Die University of the East beherbergt verschiedene Fakultäten, diese sind in Hochschul- und Fachschulbereiche, sowie in der Berufsausbildung in Institute und Colleges gegliedert. Dieses sind die Graduate School, College of Law, College of Dentistry, College of Arts and Sciences, College of Business Administration, College of Computer Studies and Systems, College of Education, College of Engineering, College of Fine Arts, Architecture and Design und dem College of Department of Physical Education.

## Geschichte

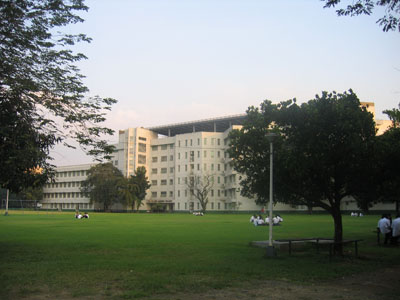
Der Campus in Caloocan

Der Vorläufer der Universität entstand 1946, als 110 Studenten bei der Gruppe unter der Führung von Dr. Francisco T. Dalupan Sr. zur Ausbildung zum Certified Public Accountant einschrieben. Im folgenden Jahr konnte der heutige Hauptcampus an der Claro M. Recto Avenue bezogen werden. Am 3. Juli 1951 wurde dem Bildungsinstitut bereits der Status einer Universität verliehen. Dieses ermöglichte die Colleges Law, Medicine and Engineering und die Graduate School of Education bis zum Sommer 1954 zu eröffnen. In den 1960er Jahren wurden die Satelliten-Campuse in Caloocan und Quezon eingerichtet. Anfang des Jahres 1970 spielte die Universität eine bedeutende Rolle in der Studentenbewegung des First Quarter Storms. Die Universität erreichte in dem Semester 1975–1976 mit 67.443 Studenten, die höchste Zahl von eingeschriebenen Studenten. Zu Beginn der 1980er Dekade setzte mit der weltweiten Wirtschaftskrise auch ein Rückgang der Einschreibungen ein. Die Universität begegnete dem, indem sie das Institute for Computer Studies and Systems 1987 schuf, heute das College of Computer Studies and Systems. Heute besitzen drei Colleges der Universität den Level II Status, verliehen von der Philippine Association of Colleges and Universities Commission on Accreditation (PACUCOA). Dieses sind die Colleges of Arts and Sciences-Manila, College of Business Administration-Manila und das College of Dentistry.